# 桃太郎 (童謡)
桃太郎（ももたろう）は桃太郎のおとぎ話について歌った、日本の童謡の一つ。作詞者は不詳で、作曲者は岡野貞一。初出は1911年（明治44年）5月の『尋常小学唱歌（一）』。

## 歌詞
1. 桃太郎さん　桃太郎さん　お腰につけた　黍団子　一つわたしに　下さいな
2. やりましょう　やりましょう　これから鬼の　征伐に　ついて行くなら　やりましょう
3. 行きましょう　行きましょう　あなたについて　何処までも　家来になって　行きましょう
4. そりゃ進め　そりゃ進め　一度に攻めて　攻めやぶり　つぶしてしまえ　鬼が島
5. おもしろい　おもしろい　のこらず鬼を　攻めふせて　分捕物を　えんやらや
6. ばんばんざい　ばんばんざい　お伴の犬や　猿　雉は　勇んで車を　えんやらや

## 補足
- 明治34年（1901年）7月に刊行された「幼稚園唱歌」の第六曲に、詞と曲が全く異なる「桃太郎」という唱歌がある。作詞作曲は瀧廉太郎である[2][3]。
- フジテレビの子供向け番組『じゃじゃじゃじゃ〜ン!』で、町あかりが「歌のお姉さん」として替え歌「じゃんけんしちゃう 桃太郎」を歌い、2019年発売のアルバム『あかりおねえさんのニコニコへんなうた』に収録された[4]。
- 岡山駅9・10番線の接近メロディとして使用されている。